# Ruisseau de Peyrane
Le Ruisseau de Peyrane est une  rivière du sud de la France et un sous-affluent de la Garonne par la Louge.

## Géographie
De 10,9 km de longueur, le Ruisseau de Peyrane est une rivière qui prend sa source sur la commune du Castelnau-Picampeau dans la Haute-Garonne sous le nom de ruisseau de Briouant ou ruisseau du Coustalat, passe sous le canal de Saint-Martory et se jette dans la Louge sur la commune de Gratens.

## Département et communes traversés
- Haute-Garonne : Castelnau-Picampeau, Le Fousseret, Marignac-Lasclares, Gratens.

## Principaux affluents
- Les Marticots 6 km
- Le Riou Tort 3 km
- Le Ruisseau des Parroquiès 3 km